# Adomas
Adomas ist ein litauischer männlicher Vorname. 
Es handelt sich um die litauische Variante des Namens Adam, die dort sehr beliebt ist. Seine weibliche Form ist Adomė.

## Ableitungen
- Adomaitis
- Adomavičius
- Adomėnas

## Bekannte Namensträger
- Adomas Ąžuolas Audickas (* 1982), Berater und Politiker, Vizeminister
- Adomas Butrimas (* 1955), Archäologe